# Катар на літніх Олімпійських іграх 1996
Катар брав участь у Літніх Олімпійських іграх 1996 року в Атланті (США) учетверте за свою історію, але не завоював жодної медалі.